# 朱镜我

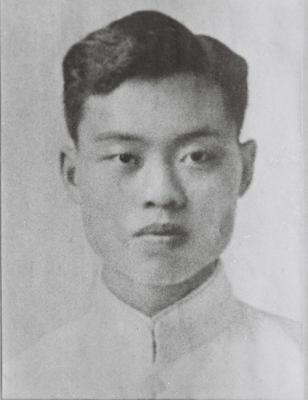
朱镜我

朱镜我（1901年—1941年1月12日），原名德安，又名得安，笔名镜吾、谷荫、朱怡庵、张焕明等，浙江省鄞县人，中国作家、翻译家。
20年代提出无产阶级革命文学的口号，在中國最先翻译恩格斯的《社会主义从空想到科学的发展》，在中共成立初期的多個文教組織擔任要職，曾出任中国左翼文化总同盟党团书记、共產党上海中央局宣传部长、政治部宣传教育部第一任部长，以及军部刊物《抗敌》杂志主编。1941年1月，在皖南事变中逝世。

## 生平
朱鏡我自幼父母双亡，1918年7月隨哥哥往日本留學，1927年取得文学学士学位，同年10月返回到上海，加入创造社，主编《文化批判》月刊。該月刊主題是批判资本主义，宣传马克思主义，提出无产阶级革命文学的口号，發行恩格斯《社会主义从空想到科学的发展》的全译中文单行本，1928年5月成為中国共产党員。
1929年，中共中央文化工作委员会（简称文委）成立，朱镜我出任委員，參與中国左翼作家联盟的起草工作。1930年3月起，中國共產黨成立多個文教組織，朱鏡我先後擔任文委书记、中共江苏省委宣传部长、中国社会科学家联盟第一任党团书记、中国左翼文化总同盟党团书记，此後又调到中共中央宣传部。
1933年秋，朱镜我被任命为中共上海中央局宣传部长，参与白区地下斗争，1935年2月19日被捕，直至1937年6月獲救，朱鏡我當時身患重病．1937年9月起先后在宁波和杭州建立中共宁波临时特别委员会、中共浙东临时特别委员会，中共浙江省临时工作委员会。
1938年春，朱镜我奉调到江西南昌新四军等，主编《剑报》副刊。同年秋在皖南新四军任军政治部宣传教育部首任部长、《抗敌》杂志主编；期間创作的《我们是战无不胜的铁军》歌曲，在軍中流传。
1941年1月，在皖南事变中，朱镜我随军部撤离安徽泾县云岭，遭遇国民党军队，12日逝世，享年40岁。